# Robert A. Mattey
Robert A. „Bob“ Mattey (* 27. Juni 1910 in New Jersey, Vereinigte Staaten; † 14. Januar 1993 in Los Angeles, Vereinigte Staaten) war ein US-amerikanischer Spezialeffektekünstler.

## Leben und Wirken
Robert A. Mattey junior stieß als 17-Jähriger noch zu Stummfilmzeiten zur Kinematographie, als er seinen Vater Robert Mattey senior am Set zu dem Bibel-Monumentalfilm König der Könige besuchte: Der alte Mattey, seines Zeichens Juwelier, wurde damit beauftragt, für diesen Streifen falsche „antike“ Münzen anzufertigen. Seitdem hatte Mattey Junior Interesse für das Filmmetier entwickelt. Bob Mattey begann einige Jahre darauf – der Tonfilm hatte sich mittlerweile durchgesetzt – in allerlei Assistenzpositionen für die Filmgesellschaften RKO und Universal Studios zu arbeiten und war in dieser untergeordneten Position auch an Abenteuerklassikern wie King Kong und die weiße Frau und Tarzans Vergeltung beteiligt. Bob Mattey schuf in den Folgejahren für seine Vorgesetzten allerlei Attrappen (Werwölfe, fleischfressende Pflanzen und ähnliches), die vor allem in genrespezifischen Filmproduktionen eingesetzt wurden.
Als der für Walt Disneys Firma tätige Filmarchitekt Harper Goff den gigantischen (und mechanisch gesteuerten) Oktopus bestaunte, den Mattey 1948 für den John-Wayne-Film Im Banne der roten Hexe erschaffen hatte, holte er Mattey zu Disney und bat ihn 1953 bei der Gestaltung des Riesenkalmars, der in der Jules-Verne-Verfilmung 20.000 Meilen unter dem Meer mit Kirk Douglas eine entscheidende Rolle spielte, zu helfen, da es Probleme mit der Technik (dem Antrieb) gab. Der Film war derart erfolgreich, sodass Disney Mattey sofort fest einstellte. Mattey wurde in der Folgezeit zunächst gar nicht für Filme herangezogen; vielmehr sollte er die Gestaltung von allerlei Getier für den demnächst zu eröffnenden Freizeitpark Disneyland überwachen. Mattey zeichnete die Vorlagen zu Nilpferden, Elefanten und anderen afrikanischen Wildtiere für die „Jungle Cruise“-Attraktion und bevölkerte den „Rivers of America“-Bereich mit Hirschen, Elchen und Bären. Selbst Felsgesteine und Schlammbad-Blasen wurden von Mattey (für das „Mine Train Through Nature’s Wonderland“) gestaltet. Darüber hinaus schuf er für das „Fantasyland“ u. a. die Figur der Timothy Mouse und den dortigen Dumbo, den fliegenden Elefanten.
Viele Jahre lang war Robert A. Mattey ganz und gar beschäftigt mit der Gestaltung von Disneys Freizeitanlagen; erst zu Beginn der 1960er Jahre kehrte er zum Film zurück, als Disney ihn für dessen Realverfilmungen wie Der fliegende Pauker (wofür Mattey eine Oscar-Nominierung erhielt) und Mary Poppins die Spezialeffekte entwerfen ließ. Diese Streifen waren extrem erfolgreich, ebenso wie der nach Disneys Tod entstandene Volkswagen-Filmklassiker Ein toller Käfer. Nach seinem Weggang von Disney beeindruckten vor allem Matteys Spezialeffekte für Steven Spielbergs Megahit Der weiße Hai. Auch an der Fortsetzung Der weiße Hai 2 war Bob Mattey noch beteiligt; es sollte seine letzte Filmtätigkeit bleiben. In Erinnerung blieb Robert Mattey aber in erster Linie als „Walts wunderbarer Zauberer mechanischer Effekte“.

## Filmografie (Auswahl)
- 1954: 20.000 Meilen unter dem Meer (20,000 Leagues Under the Sea)
- 1961: Babes in Toyland
- 1961: Der fliegende Pauker (The Absent Minded Professor)
- 1963: Der Pauker kann’s nicht lassen (Son of Flubber)
- 1964: Mary Poppins
- 1965: Eine Uni voller Affen (The Monkey’s Uncle)
- 1965: Robin Crusoe, der Amazonenhäuptling (Lt. Robin Crusoe, U.S.N.)
- 1967: Die abenteuerliche Reise ins Zwergenland (The Gnome-Mobile)
- 1967: Bestien lauern vor Caracas (The Lost Continent)
- 1967: Käpt’n Blackbeards Spuk-Kaschemme (Blackbeard’s Ghost)
- 1967: Wie klaut man ein Gemälde? (Never a Dull Moment)
- 1968: Ein toller Käfer (The Love Bug)
- 1969: Die Bruchschiffer (The Boatniks)
- 1970: Rauhes Land (The Wild Country)
- 1971: Der barfüßige Generaldirektor (The Barefoot Executive)
- 1971: Scandalous John
- 1974: Der weiße Hai (Jaws)
- 1976: Death Trap – Die Nacht der Bestie (Eaten Alive)
- 1978: Der weiße Hai 2 (Jaws 2)